# Sebiș
Sebiș (in ungherese Borossebes) è una città della Romania di 6 355 abitanti, ubicata nel distretto di Arad, nella regione storica della Transilvania.